# Dan H. Yaalon
Dan Hardy Yaalon (Hebreu: דן הארדי יעלון, 11 de maig de 1924, Uherské Hradiště, Txecoslovàquia - 29 de gener de 2014, Mevasseret Zion, Israel) va ser un edafòleg israelià i científic del sòl, que va contribuir als àmbits de l'edafologia de medis àrids i mediterranis, així com a la història, la sociologia i la filosofia de la ciència del sòl. Durant la seva carrera investigadora de més de sis dècades (1950-2014), Yaalon va ser un membre actiu de la Unió Internacional per a la Investigació Quaternària (INQUA) i la Societat Internacional de Ciències del Sòl (ISSS, després la Unió Internacional de Ciències del Sòl, IUSS). Va ser guardonat amb la Medalla Sarton per la seva contribució a la història de la ciència i al Premi Dokuchaev.

## Primers anys i educació
Dan Hardy Yaalon va néixer com Hardy Berger l'11 de maig de 1924, a Uherske Hradiste, Txecoslovàquia (actual República Txeca) a una família jueva de classe mitjana involucrada en el negoci tèxtil. Va ser el fill més jove d'Hugo J. Berger i Elsa Jellinek, i tenia dues germanes majors, Dita i Stella. Yaalon era un nen curiós i un alumne d'alt rendiment, que va mostrar de ben petit un interès per explorar el seu entorn. Seguint els antecedents familiars, Yaalon va formar part del moviment juvenil Maccabi, un moviment sionista internacional dirigit a motivar els joves jueus a emigrar a "Eretz Israel". La confortable infància de Yaalon va ser interrompuda als 10 anys per la mort del seu pare.
L'ocupació nazi de Txecoslovàquia cinc anys més tard, el 1939, va fragmentar la família. La mare de Yaalon el va animar a abandonar el país per escapar de les mesures antisemites. Al març de 1939, Yaalon va deixar Uherske Hradiste i va ingressar a l'Escola Juvenil Aliyah de Praga, una escola d'immigració juvenil, on hi va ser estudiant durant tres mesos. Durant aquest temps, Yaalon es va oferir a fer una pràctica en el programa de formació agrícola sionista a Dinamarca, com a pas preparatori per emigrar a Israel. Yaalon va abandonar Txecoslovàquia i va viatjar amb tren per Alemanya a Dinamarca, després de la qual mai no va tornar a veure la seva mare. El setembre del 1943, després d'un llarg període en la clandestinitat i lluitant per alimentar-se, va començar estudis acadèmics a la Royal Veterinary and Agricultural University de Copenhaguen. Dos mesos més tard, Dinamarca també va ser ocupada pels nazis, i Yaalon va haver d'escapar a Suècia.
En arribar a Suècia, Yaalon va sol·licitar immediatament l'ingrés a la Universitat Sueca de Ciències Agràries a Uppsala. Allà va conèixer el destacat químic suec Sante Emil Mattson (1886-1980), que va nomenar a Yaalon com el seu ajudant. Aleshores, Yaalon va realitzar la seva primera observació del sòl. El 1944, Yaalon va tornar a Txecoslovàquia i es va oferir a l'exèrcit txec, sense saber que la seva família havia estat assassinada a l'holocaust jueu. Després de la guerra, Yaalon va descobrir que la seva mare havia estat enviada al camp de concentració de Theresienstadt a Txecoslovàquia, i després a Auschwitz-Birkenau a Polònia, on va ser assassinada. Yaalon va abandonar Txecoslovàquia i va tornar a Dinamarca per reprendre els seus estudis, completant un B.Sc. en Ciències Agrícoles (Química del sòl) al juliol de 1947.

## Emigració a Israel
El juliol del 1948, després d'un llarg i complex viatge d'Europa cap al Llevant, Yaalon va arribar a l'estat de Israel que s'acabava de formar. El 1949 es va unir a les incipients Forces de Defensa d'Israel (IDF), i va complir un any en el Cos del Servei Científic ("Hemed"). Al voltant d'aquest període, Yaalon va canviar el seu primer nom de Hardy a Dan, i es va registrar com a "tinent Dan Berger". Durant el seu servei a la IDF, Yaalon va participar en les primeres prospeccions de camp geològiques del desert del Negev, el clima hiperàrid i el terreny accidentat amb sòls reg i de loess eren totalment aliens a Yaalon i es van convertir en una àrea clau d'interès al llarg de la seva carrera. Després de la desmobilització de la IDF, Yaalon va trobar feina com a professor de química i agricultura a l'escola Beit Yerach, a la riba sud del Mar de Galilea.

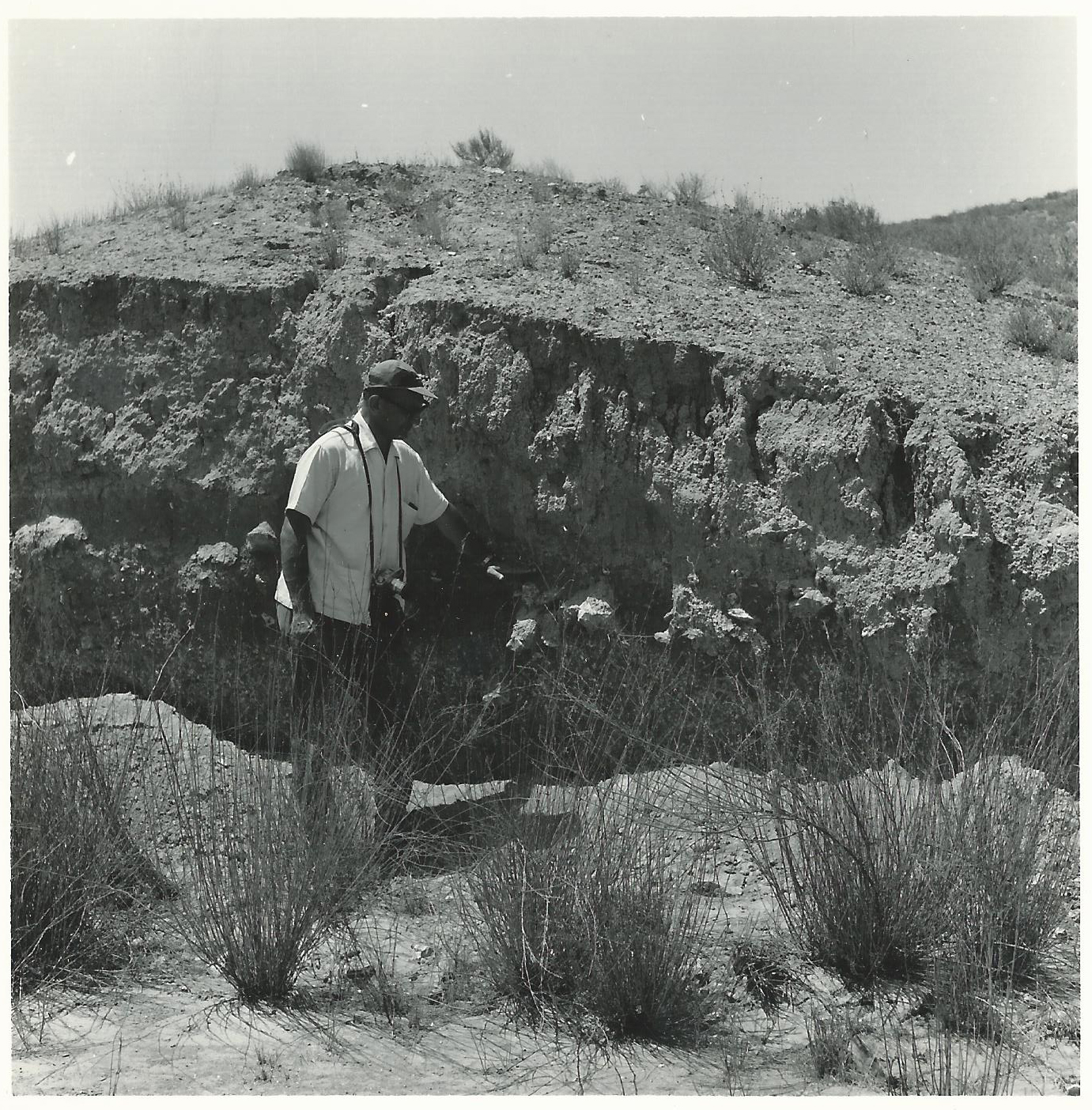
Dan Yaalon descrivint un perfil de loess al Negev pels anys 60

El 1951, Yaalon va canviar el seu cognom "Berger" per "Yaalon", una combinació de dues de les seves paraules preferides: "Yael" (que significa "petit antílop"), la traducció hebrea del nom de soltera txeca de la seva mare "Jellinek") i "Aliyah" ("ascensió" en hebreu, referint-se a la immigració de jueus a Israel). Yaalon va conservar "Hardy" com a nom mitjà, i així es va fer conèixer com "Dan H. Yaalon". Poc després, en una reunió sobre topografia geològica i cartografia, els col·legues de Yaalon van proposar nomenar algunes muntanyes i wadis amb llurs noms. El comitè oficial de nomenament d'aquesta època va aprovar la idea, d'aquí els noms de "Mt. Ya'alon" i "Wadi Ya'alon" a la regió d'Arava meridional. Al voltant de quinze anys després, el grup Nahal (un programa paramilitar d'Forces de Defensa d'Israel que combina el servei militar i l'establiment d'assentaments agrícoles) que es van establir en els vessants orientals del mont Ya'alon, va adoptar "Ya'alon" com el seu nom de grup. Un dels membres del grup, Moshe Smilansky, que buscava una versió hebrea del seu cognom, va adoptar el nom del grup com a propi i va canviar el seu nom a Moshe Ya'alon. Va passar a ser el Cap d'Estat Major de les Forces de Defensa d'Israel (2002-2005) i, posteriorment, el Ministre de Defensa Israelià (2013-2016).

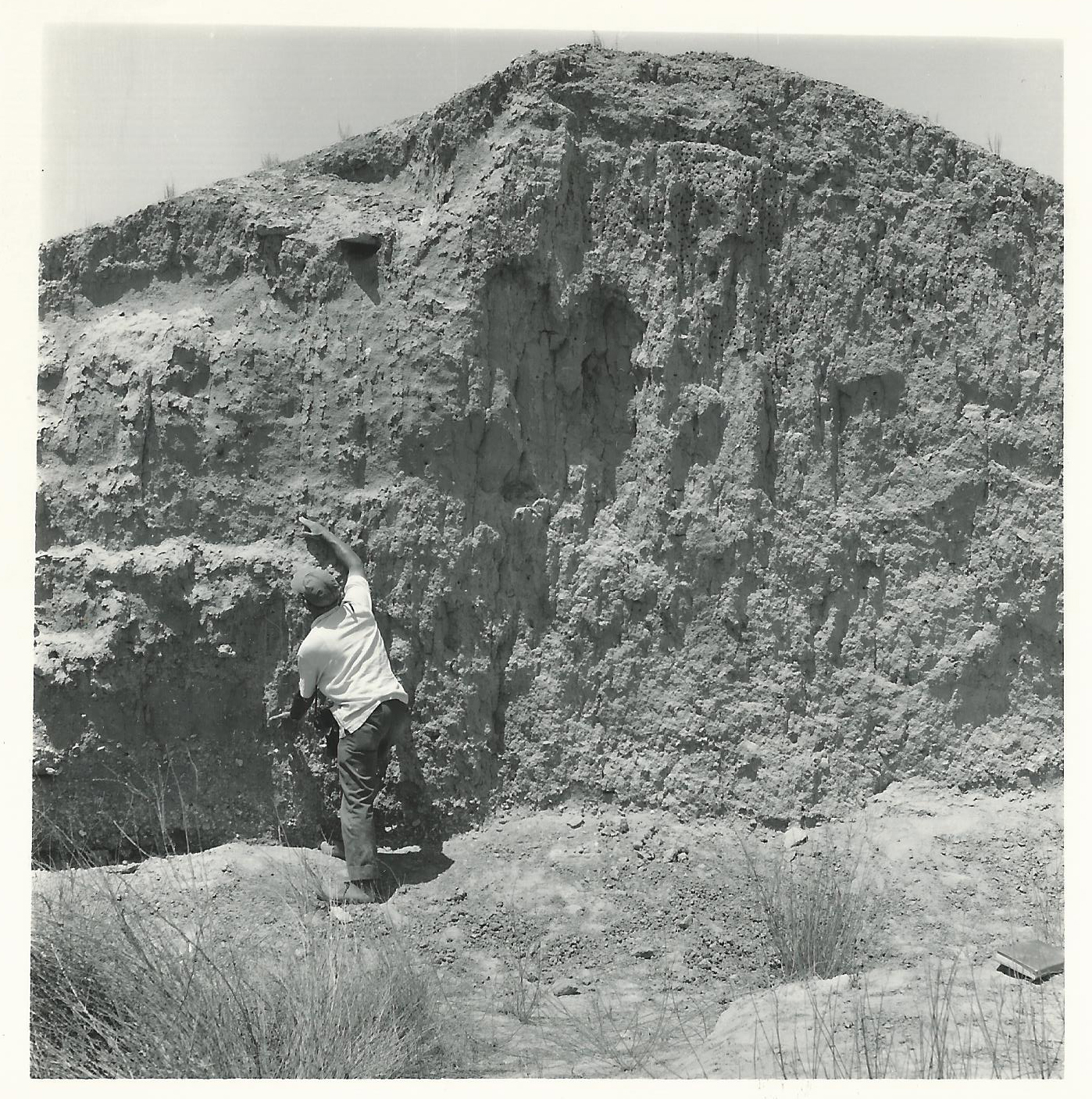
Dan Yaalon mostrant un perfil de loess en el Negev, durant els anys seixanta.

## Carrera acadèmica
La seva carrera acadèmica es va estendre durant sis dècades, des de 1950 al 2014. El 1950, Yaalon va demanar a Avraham Adolf Reifenberg (1899-1953), professor de ciències del sòl a la Universitat Hebrea de Jerusalem, de ser estudiant del recentment format Departament de Ciències del Sòl i va ser acceptat com a doctorand. La seva dissertació va ser sobre l'acumulació de sals als sòls de la Vall del Jordà. La seva primera publicació va ser un llibre de treball detallat del laboratori escrit el 1952 durant els seus estudis, amb el seu company d'estudis, Meir Rigby. La guia d'investigació de Yaalon va ser interrompuda pels problemes de salut de Reifenberg, i quan va morir el 1953, la supervisió de Yaalon va passar a Shlomo Ravikovitch (1899-2000).
El 1954, Yaalon va obtenir el seu doctorat per la Universitat Hebrea de Jerusalem i va fer un postdoctorat a la Rothamsted Experimental Station a Anglaterra. Quan va tornar a Israel el 1955, Yaalon va treballar temporalment en una planta d'investigació de fertilitzants a Haifa, mentre continuava publicant resultats acadèmics, inclòs el seu estudi de 1955 sobre la mineralogia d'argila dels sòls d'Israel. El 1957, Yaalon va ser nomenat professor de la Universitat Hebrea de Jerusalem, on es quedaria fins a la seva jubilació i fins més tard. A causa de la seva formació inicial en el camp dels col·loides del sòl, la seva carrera acadèmica es va centrar en la fracció més fina i la textura dels sòls, una de les seves principals motivacions per treballar la pols eòlica durant tota la seva carrera investigadora.
El 1965, Yaalon va instar a INQUA a adoptar el terme "Paleoedafologia" (Edafologia antiga), establint el tema com a comissió d'INQUA, i posteriorment a la IUSS. El 1966, Yaalon va presentar el seu concepte original de 'metaedafogènesi', en el qual va definir els humans com un factor important de la formació del sòl. L'agost de 1970, a Amsterdam es va celebrar un simposi conjunt de l'ISSS i de l'INQUA a la "L'edat del material parental i dels sòls", resultat de la correspondència entre Yaalon, Robert Ruhe (1918-1993) i Ferdinand van Baren (1905-1975). El simposi es va resumir posteriorment en el llibre Paleopedology: Origin, Nature and Dating of Paleosols, editat per Yaalon, que va agrupar 29 articles multidisciplinars seleccionats, incloent diverses contribucions de Yaalon. En "Soil-forming processes in time and space", Yaalon va suggerir un model dinàmic del sistema del sòl, que distingia entre dos grans grups de processos d'equilibri del sòl: 1) aquells que s'acosten a un estat d'equilibri a velocitats diferents i; 2) processos irreversibles o autònoms. Més tard va desenvolupar cada grup i va presentar una classificació de d'edafotrets diagnòstics segons el seu estat d'origen i relativa naturalesa de la persistència.
El 1973, Yaalon i el seu ex estudiant, Eliezer Ganor (1935-2011), van publicar un treball sobre l'important paper de la pols eòlica sobre la formació de sòls a la Mediterrània oriental durant el Quaternari. En aquest treball, va discutir sobre els modes globals de pols i les seves vies de distribució, i va presentar evidències que el color vermell dels sòls de Terra Rossa es va originar a partir de la presència d'òxids de ferro en pols a l'aire, alhora que es contradia a Reifenberg i altres que havien atribuït aquest color a òxids de carboni de la roca mare subjacent. Posteriorment, els arguments de Yaalon pel paper clau de la pols eòlica quaternària en la formació de sòls van guanyar acceptació internacional. Quan més tard se li va preguntar què considerava el més destacat de la seva carrera, Yaalon va dir que les relacions entre sòls i pols van ser la seva contribució més important.
El 1975, Yaalon va publicar "Conceptual models in pedogenesis: Can soil-forming functions be solved? ", un article d'alt perfil en el qual Yaalon va demostrar la complexitat de la quantificació dels processos edafogènics. En conseqüència, el 1977 Yaalon va ser elegit president de la Comissió INQUA de Paleoedafologia. Un altre dels treballs editorials de Yaalon va ser un número especial de Geoderma titulat "Climatic and Lithostratigraphic Significance of Paleosols", que resumeix un simposi del mateix nom que es va celebrar a Ottawa, Canadà. El 1994, a l'edat de 70 anys i dos anys després de la jubilació oficial, Yaalon va deixar la seva oficina a la Universitat Hebrea de Jerusalem i poques vegades va tornar-hi després, continuant la seva redacció, edició i revisió des de casa seva. El 1997, Yaalon va publicar un article sobre la singularitat dels sòls mediterranis, preguntant "What makes them different?". En aquest article, va caracteritzar el caràcter global dels climes mediterranis, tot centrant-se en la regió que engloba el mar Mediterrani. Tot discutint sobre les característiques del sòl i del paisatge, aquest article ofereix una visió àmplia i detallada de les condicions ambientals mediterrànies típiques, geomorfologia, geoquímica, edafologia i impactes antropogènics en els ecosistemes mediterranis.
A més del seu enfocament principal en els processos de formació del sòl, Yaalon també va fer contribucions al camps de la història, filosofia i sociologia de les ciències del sòl. Va exercir un paper clau en l'establiment del Grup de Treball ISSS sobre Història de la Ciència del Sòl (avui la Comissió IUSS 4.5 - Història, filosofia i sociologia de les ciències del sòl). El 1997 va editar el llibre Història de la Ciència del Sòl: Perspectives internacionals. Aquest llibre és una col·lecció de tractats que mostren desenvolupaments històrics en la comprensió i actitud dels humans al sòl. Com es va demostrar en aquest llibre, l'enfocament de Yaalon a la història de les ciències del sòl va emfatitzar el reconeixement de les distincions del sòl i el desenvolupament de les subdisciplines utilitzades pels primers agricultors.
Yaalon va continuar publicant treballs fins a les darreries de la seva vida. El 2012, després d'anys d'esborrany, va publicar la seva autobiografia, “A Passion for Science i Zion: The Yaalon Story”. En els dos últims anys de la seva vida, Yaalon es va preocupar per la literatura arqueològica i la geoarqueologia. L'estiu de 2013 la salut de Yaalon es va deteriorar, i el 29 de gener de 2014 va morir a casa a Mevaseret Zion, Israel, envoltat de la seva família.

## Vida personal
El 1952, Dan Yaalon es va casar amb Rita Singer (1926-2010) i poc després del matrimoni van anar a viure a Kiryat Moshe a l'oest de Jerusalem. La parella va tenir dos fills: David (1953) i Uri (1956). El 1975, la família es va traslladar a Givat HaMivtar, un barri del nord de Jerusalem, i el 1997 van emigrar de Jerusalem a Mevaseret Zion. En el moment de la seva mort, Yaalon tenia set nets.

## Premis, honors, i llegat
Yaalon va rebre nombrosos premis sobre la seva carrera. L'any 2000, Yaalon va rebre la Medalla Sarton, la màxima distinció de la Societat de Ciències de la Història, de la Universitat de Gant a Bèlgica per una contribució destacada a la Història de la Ciència del Sòl. El 2010, Yaalon va rebre el Premi Dokuchaev del IUSS, en reconeixement de la seva contribució vital a l'edafologia i les ciències del sòl. Yaalon també va ser membre honorari de les societats de ciència del sòl britàniques, alemanyes i russes, de les societats geològiques israelianes (2001) i americanes (2008), membre honorari del IUSS (1998), membre honorari vitalici de l'INQUA, i doctor honoris causa per la Universitat de Tbilisi a Geòrgia. A l'abril de 2015 es va celebrar un simposi especial IUSS en honor de Yaalon a la Universitat de Recursos Naturals i Ciències de la Vida (BOKU) a Viena i Uherske Hradiste. Aquest esdeveniment va ser seguit per un número especial de memòria a la revista de CATENA. El 2016, la IUSS va commemorar Dan Yaalon amb la Medalla a Joves Científics Dan Yaalon, que es concedirà cada quatre anys a nivell interdivisional en el marc dels Congressos Mundials de la Ciència del Sòl.

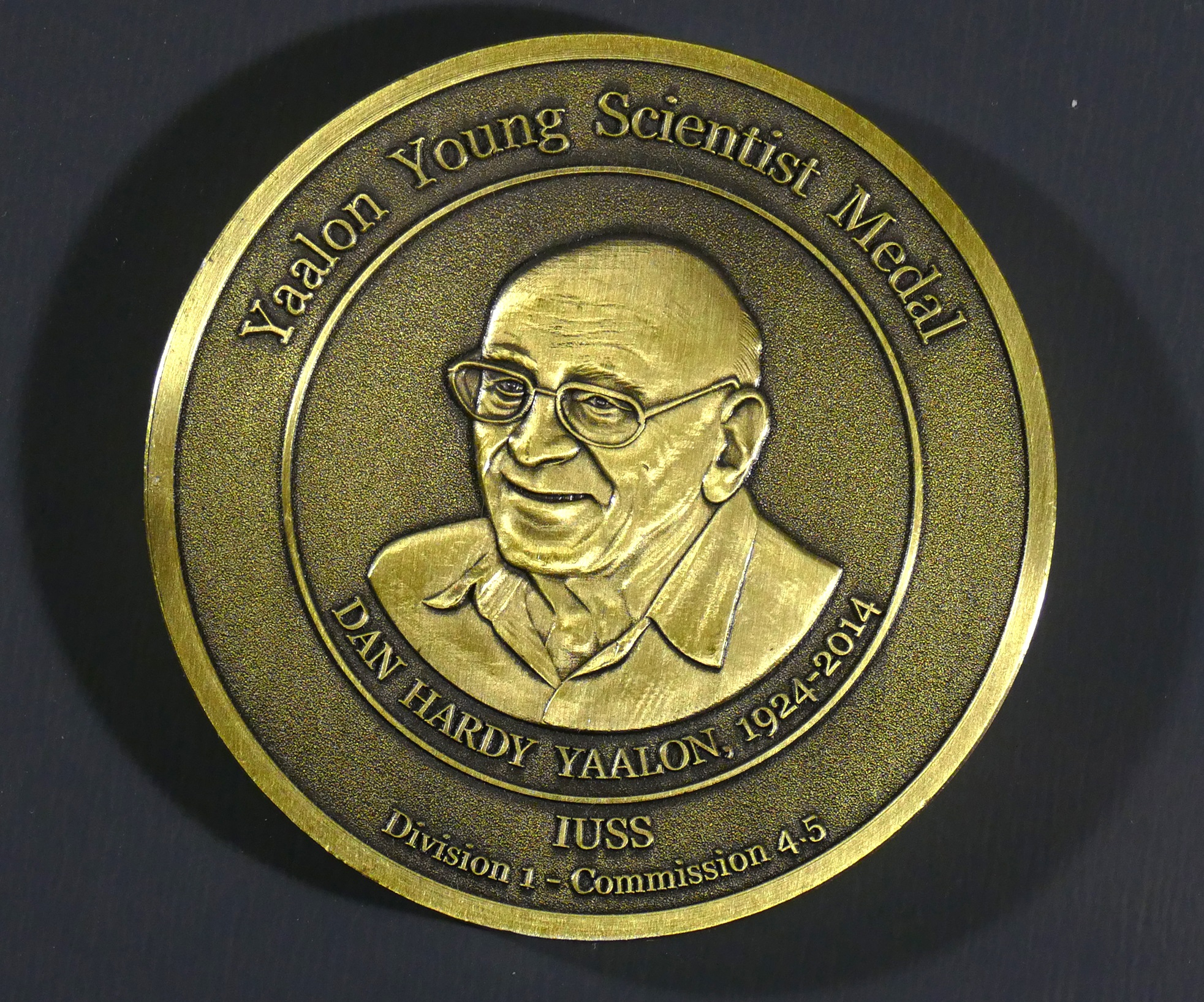
Yaalon Premi de científic jove - front

## Publicacions seleccionades
Yaalon és autor o coautor de més de 200 publicacions, incloent-hi articles originals, capítols de llibres i ressenyes, documents de conferències, notes científiques, entrades d'enciclopèdies i resums molt citats. A més, Yaalon ha estat l'editor de nombroses col·leccions sobre edafologia i ciències del sòl. Va ser editor fundador de CATENA i membre de la junta editorial de CATENA, Geoderma i Soil Science. Algunes de les publicacions clau de Yaalon inclouen:
- 1971 - processos que formen Terra a temps i espai.[9]
- 1973 - La influència de pols en terres durant el Quaternari.[10]

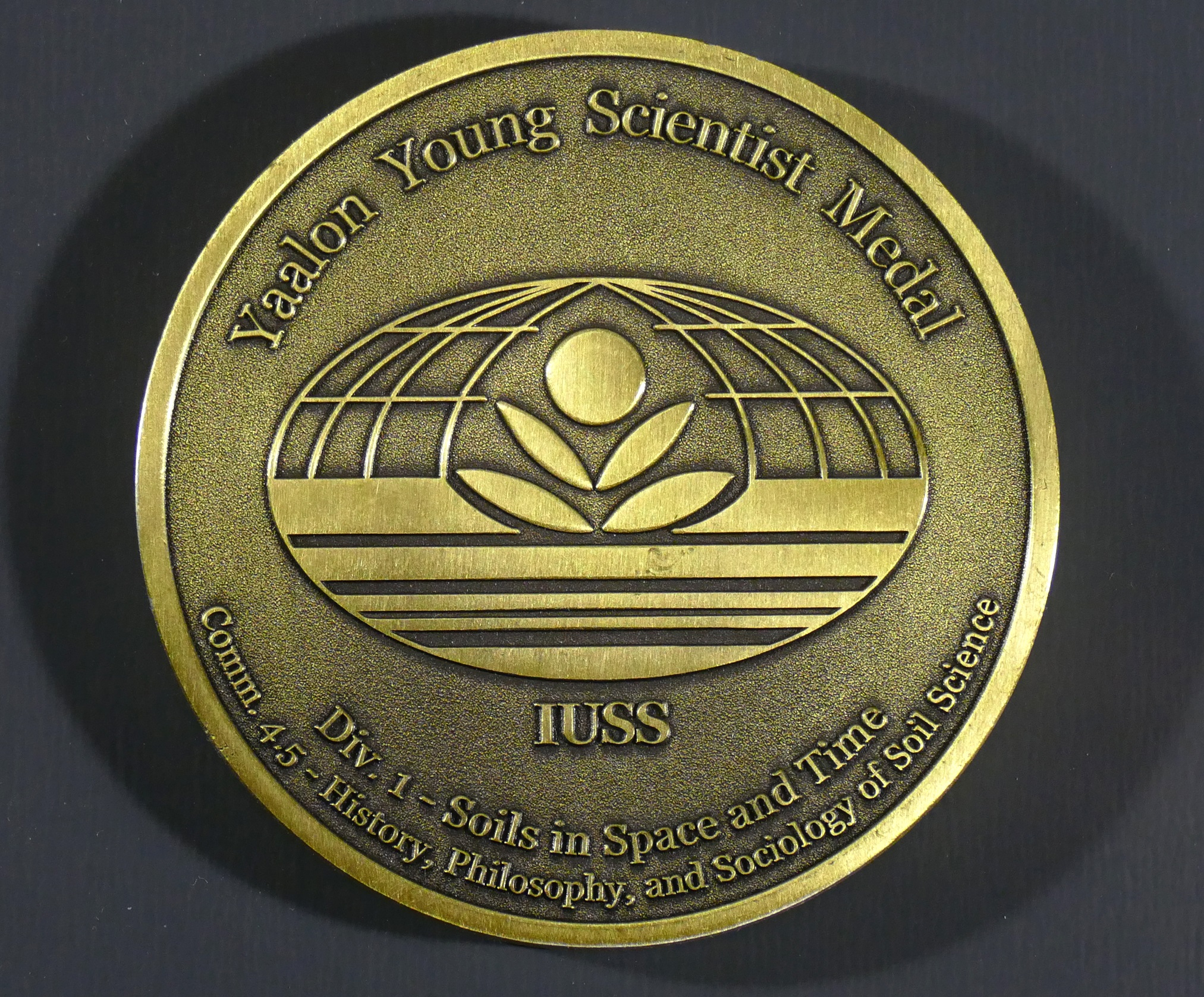
Yaalon Premi de científic jove - posterior

- Yaalon Premi de científic jove - posterior1975 - models Conceptuals dins pedogènesi: Pot funcions que formen terra ser solucionat?[11]
- 1983 - Clima, temps i desenvolupament de terra.[17]
- 1997 - Terres en la regió mediterrània: Quin els fa diferent?[12]
- 1997 - Història de ciència de terra en context: perspectiva Internacional.[13]
- 2000 - Avall a terra. Per què terra-i ciència de terra-assumptes.[18]
- La llista bibliogràfica de Dan H. Yaalon més completa surt a l'editorial de l'exemplar commemoratiu de CATENA Dan H. Yaalon (Vol. 146), a les pàgines 3-9.